# Glomerella
Glomerella è un genere di funghi ascomiceti.

## Specie principali
- Glomerella cingulata
- Glomerella glycines
- Glomerella graminicola
- Glomerella tucumanensis